# SNCF BB 25150 sorozat
Az SNCF BB 25150 sorozat egy francia Bo'Bo' tengelyelrendezésű kétáramnemű (1,5 kV DC és 25 kV 50 Hz AC) villamosmozdony-sorozat. A Le Matériel de Traction Électrique gyártotta 1967 és 1977 között. Összesen 45 db készült a sorozatból az SNCF részére.